# Théâtre San Carlino
Le théâtre San Carlino a été un fameux théâtre de Naples, situé dans le quartier de San Giuseppe.

## Histoire
San Carlino a été construit en 1740 à la demande de Gennaro Brancaccio, qui l'abaptisé San Carlino en contraste avec le Teatro San Carlo, théâtre lyrique principal de la ville de Naples. Il fut d'abord édifié en bois, proche de la basilique San Giacomo degli Spagnoli, près de la Mairie, et ensuite reconstruit en 1770 par Tommaso Tomeo d'après un projet de l'architecte Filippo Fasulo, avec licence du roi Ferdinand IV de Bourbon.

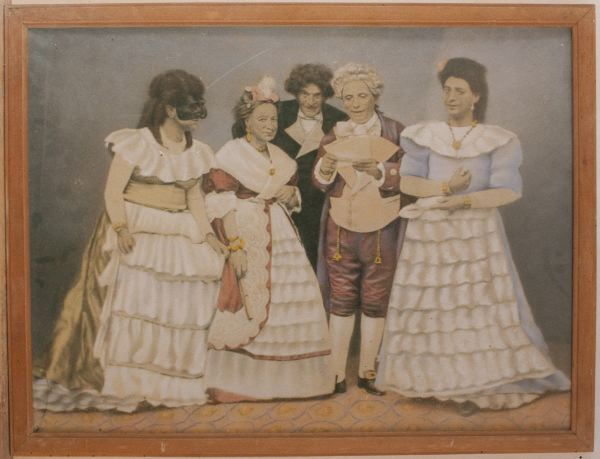
Acteurs du Théâtre San Carlino en costume de scène (première moitié du XIXe siècle).

La scène du San Carlino était le lieu par excellence des pulcinellate, des pièces populaires  mettant en vedette Polichinelle. Les premiers acteurs ayant interprété ce personnage au San Carlino furent Francesco Barese, Domenico Antonio Di Fiore et le sicilien Vincenzo Cammarano, dit Giancola.
Après la mort de Domenico Antonio Di Fiore, le théâtre traversa une période de crise ; en 1759 on ordonna sa démolition. En 1770, Tommaso Tomeo, qui dirigeait depuis 1720 un petit théâtre populaire en sous-sol, la Cantina, demanda et obtint du roi Ferdinand d'ouvrir un nouveau théâtre pour jouer des « comédies préméditées », des pièces préalablement soumises au contrôle des autorités. Le nouveau théâtre a été donc construit en démolissant les cloisons de certains bassi que la famille Tomeo possédait à piazza del Castello : il en résultat un petit espace, avec un tout petit parterre et deux rangées de loges, dont la seconde se trouvait au niveau de la rue.
La première compagnie du nouveau San Carlino était composée par Onofrio Mazza, Vincenzo Cammarano, Vincenzo de Romanis, Gennaro Arienzo, Giuseppe Teperino, Baldassarre Martorini, Teresa Martorini ; ceux-ci furent rejoints quelques années plus tard par Francesco Coscia, Ludovico Giussani et par Giuseppe de Falco.
De passage à Naples, le compositeur et historien de la musique Charles Burney assista à une représentation au San Carlino. Dans son journal, le samedi 2 novembre 1770, il annota :

« Le soir, je suis allé à un petit thèâtre, nouvellement construit, qu'on venait d'ouvrir. Je l'ai trouvé joli. On y donnait une comédie en prose. C'était un trait de l'histoire turque, qui fut mal débitée et mal jouée. »

— Charles Burney, De l'état présent de la Musique, Giossi, Génes, 1809.
L'imprésario Tomeo, qui dirigea le théâtre jusqu'en 1801, année de sa mort, fut souvent contraint de déménager ailleurs ses représentations pour pouvoir payer ses comédiens. Le poète Salvatore Di Giacomo a trouvé dans les archives de la ville bon nombre de suppliques par lesquelles Tommaso Tomeo demandait une subvention du roi. À Tomeo, succéda son fils Salvatore, qui prit comme associé le notaire Pietro da Roma et organisa la nouvelle compagnie en résidence autour de Vincenzo Cammarano. En 1809, à la mort de Cammarano, son fils Filippo prit sa place dans la compagnie.
Le répertoire du théâtre s'articulait autour des drames de Francesco Cerlone, des comédies de Filippo Cammarano qui visaient à la création d'un théâtre traditionnel napolitain, des traductions en napolitain des comédies de Goldoni, pour ensuite passer aux vaudevilles de Nicola Tauro et aux parodies de Pasquale Altavilla.
Les soulèvements de 1948 provoquèrent une nouvelle crise. Le 12 avril 1852 le vieux Polichinelle de succès, Salvatore Petito, fatigué et malade, présenta au public son fils Antonio comme successeur sous le masque de Polichinelle. Antonio se produisit sur la scène du San Carlino jusqu'au 24 mars 1876, date à laquelle il mourut d'apoplexie pendant le troisième acte de la comédie La dama bianca de Giacomo Marulli.

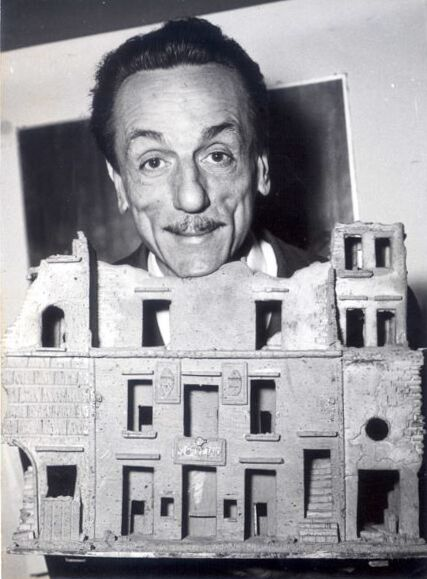
Eduardo De Filippo et la miniature du San Carlino.

En 1868, le nouvel imprésario Salvatore Mormone engagea le jeune Eduardo Scarpetta. À la mort de Petito, le théâtre connut cependant une phase difficile, délaissé par le public. Ce fut qu'en 1880 que Scarpetta obtint un prêt de 5 000 lires de l'avocat Severo et réussit à rouvrir et à  rénover le théâtre. Il y fit donc ses débuts le 1er septembre 1880, avec la comédie Presentazione di una Compagnia Comica. Scarpetta devint le nouveau directeur du théâtre et obtint le succès et la notoriété avec le personnage de Felice Sciosciammocca.
Le 6 mai 1884, la démolition des blocs d'habitations du côté droit de la piazza Municipio, entre la strada dei Guantai Nuovi et la via Medina, devant le palais Sirignano, provoqua la perte de San Carlino, dont la destruction était prévue par les plans du Risanamento. 
Le San Carlino fut le premier théâtre italien qui eu un système d'éclairage au gaz, en même temps que la ville de Paris et avec dix ans d'avance sur La Fenice de Venise,.